# Macea (gmina)
Macea – gmina w Rumunii, w okręgu Arad. Obejmuje miejscowości Macea i Sânmartin. W 2011 roku liczyła 5762 mieszkańców.